# Sardinella neglecta
Sardinella neglecta är en fiskart som beskrevs av Wongratana, 1983. Sardinella neglecta ingår i släktet Sardinella och familjen sillfiskar. Inga underarter finns listade i Catalogue of Life.